# Elektrofachkraft für festgelegte Tätigkeiten
Die Elektrofachkraft für festgelegte Tätigkeiten (EFKffT) ist eine Person mit zertifizierter Zusatzqualifikation in einem Teilbereich der Elektrotechnik. Für die „festgelegte Tätigkeit“ muss eine zusätzliche Ausbildung im elektrotechnischen Bereich existieren und durch die Person erfolgreich abgeschlossen worden sein (Prüfung in Theorie und Praxis). Die Ausbildungskriterien sind in den Berufsgenossenschaftlichen Grundsätzen (BGG) beschrieben. Der Ausgebildete ist dann Elektrotechnik-Fachkraft nur für genau den ausgebildeten Bereich.

## Merkmale der „festgelegten Tätigkeit“
Die festgelegte Tätigkeit ist auf bestimmte, fest definierte Aufgaben beschränkt, die vom Arbeitgeber schriftlich als Arbeitsanweisung vorgegeben sind. Es muss eine Routineaufgabe sein, die bei der Ausübung des eigentlichen Berufs regelmäßig mit auftritt. Beispielsweise kann ein Schreinergeselle, der für ein Küchenstudio Küchen beim Kunden aufbaut, den Anschluss der Elektrogeräte nach entsprechender Zusatzausbildung selbst vornehmen, anstatt eines (zusätzlich anwesenden) Elektrikers.

„gleichartige, sich wiederholende elektrotechnische Arbeiten an Betriebsmitteln, die vom Unternehmer in einer Arbeitsanweisung festgelegt sind.“

Derartige Zusatzausbildungen gibt es nur für (abgeschaltete) Niederspannungsanlagen (bis 1000V⏦ / 1500V⎓).
Entsprechende Ausbildungen werden vor allem für Personen angeboten, die bereits eine abgeschlossene technische Ausbildung, vorzugsweise in einem angrenzenden Bereich, besitzen.